# 新奇士
香吉士，其全稱為香吉士種植者公司（英語：Sunkist Growers, Incorporated），是於1893年在美國成立的柑橘行銷組織，由來自美國加利福尼亞州和亞利桑那州的6000多名成員組成。主要經銷自家品牌的橙、檸檬、西柚等等。另外香吉士還向其他飲品製造商授權生產自家的飲料品牌，如香港的新奇士品牌由屈臣氏集團代理。目前其總部位於美國加利福尼亞州聖塔克拉利塔的瓦倫西亞社區。

## 歷史
1880年代後期，來自加利福尼亞州的柑橘種植者們開始組建農業合作社，其主要目標是通過集體承擔作業風險，和與工人討價還價的方式，增加種植者的收入。19世紀90年代的美國經濟不穩，1893年恐慌嚴重打擊了農民群體，他們希望創立一個大型農業合作社，來代表農民團體的利益，以及增加他們面對風險的能力。
1893年，美國農民 P.J. Dreher 及其子，被稱為「加州柑橘產業之父」的 Edward L. Dreher，聯合加州一些著名的柑橘種植者和土地所有者，在洛杉磯附近的臨海城市克萊蒙特建立了南加州水果交易所（英文：Southern California Fruit Exchange）。最初該合作社只有來自洛杉磯縣、橙縣和河濱縣的柑橘種植者社員，後來檸檬種植者也加入該合作社的行列，且範圍擴大到聖貝納迪諾縣和文圖拉縣。到1905年，該合作社更名為加州水果種植者交易所（英文：California Fruit Growers Exchange，簡稱CFGE），共有5000個社員，佔加州柑橘種植者的45%。1952年該合作社更名為香吉士種植者公司。

## 新奇士品牌
在20世紀初，加州柑橘產業面臨的主要問題是水果的生產過剩。1907年，加州的橙子產量是15年前的五倍，隨著新增加的橙園大量結出果實，橙子的產量還在繼續增長，但市場的需求遠遠少於生產的產量。因此，加州水果種植者交易所在1907年批准了第一次大規模的廣告活動，宣傳柑橘的好處，擴大柑橘的商品市場。

1907年3月，活動正式開始，加州水果種植者交易所將橙子稱為「健康的」和「夏天必備的」水果，並將其推銷給愛荷華州，使該州的橙子銷量增加了50%。另外「香吉士」這一名稱也第一次出現：廣告公司 Lord & Thomas（博達大橋廣告前身） 最初提議使用「sun-kissed」（意即「太陽之吻」）這一形容詞來描述加州水果種植者交易所的橙子；但在宣傳活動中合作社使用的詞是「Sunkist」，並作為加州水果種植者交易所橙子的商標。為了形成特色品牌，他們還將香吉士橙子與其他橙子區分開來，將橙子用印有香吉士商標的紙包起來。

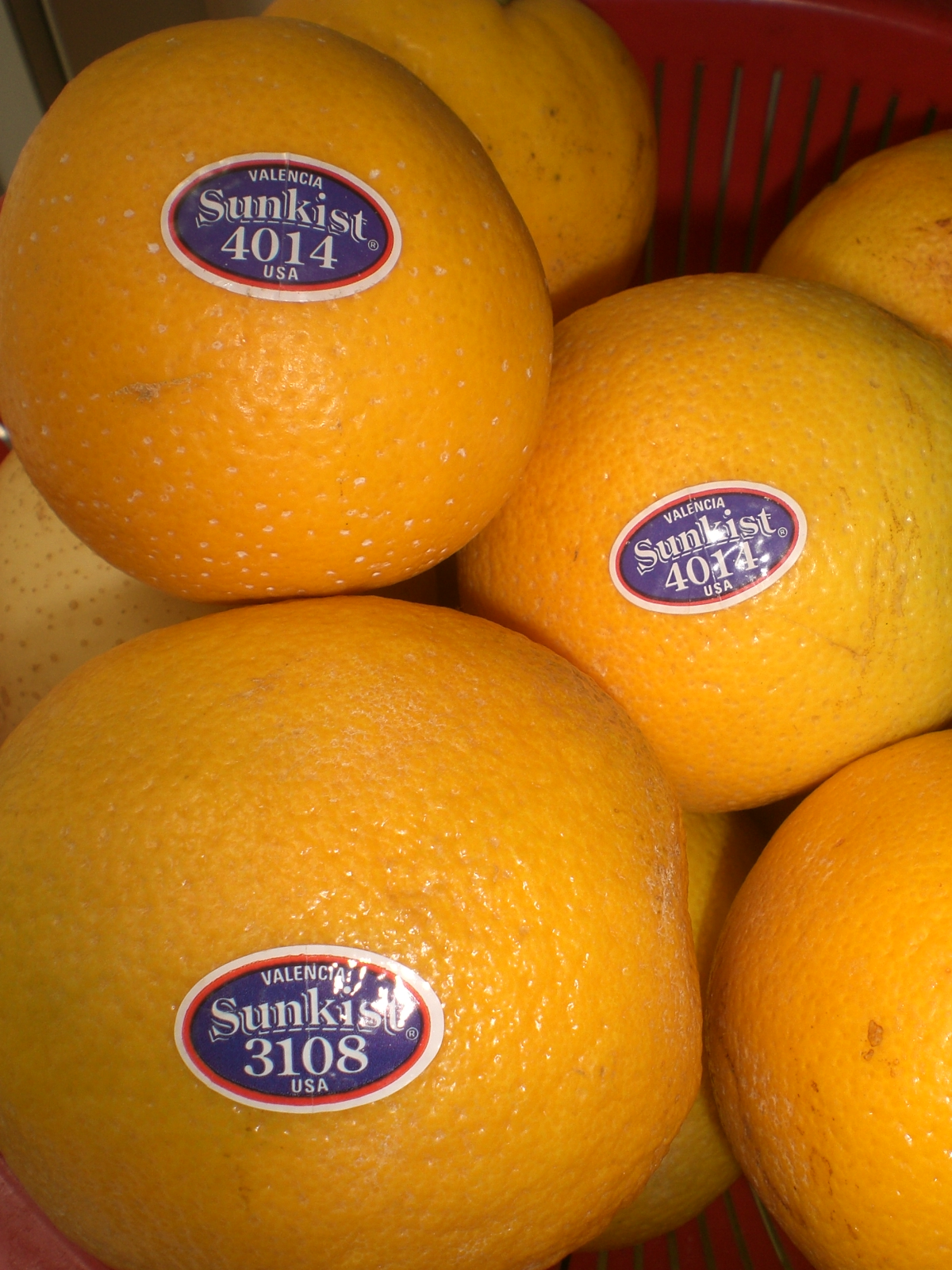
香吉士橙

隨著香吉士在加州聲譽大增，在1909年，部分商家開始售賣假的香吉士橙子。而合作社也向消費者推出換領獎品的活動：用十二個香吉士包裝紙換取一個香吉士品牌的勺子。促銷活動的第一年就收到了一百萬湯匙的訂單，不僅進一步在消費者心目中樹立了品牌形象，還打擊了售賣假貨的商家，使他們不得已售賣原裝正品的香吉士橙子。
1910年，促銷活動成效顯著，香吉士成為世界上最大的柑橘採購商。早期活動的成功促使新奇士大力投資廣告，在接下來的幾十年里，該品牌在許多地方都刊登了廣告，其目的旨在重新定位橙子在消費者心目中的位置。香吉士在宣傳中將橙子稱為「人體健康必不可少的元素」，並且應該「每天都吃一個」，而不能只視為只在聖誕節享用的奢侈品。
為了拓展市場，香吉士還投資生產鮮榨橙汁和檸檬水，並稱其是可口可樂等「人造」飲料的優質替代品。1930年代中期，五分之一的香吉士橙子以果汁形式被消費，消費渠道通常是在商店的汽水機上。同期香吉士果汁成為全美第二受歡迎的汽水機飲料，僅次於可口可樂。
到1914年，美國人每人年均消費約40個橙子，比1885年增長80%。
1915年，為了與當時佔據美國市場近一半的進口義大利檸檬的競爭，香吉士開始積極推銷新奇士檸檬的好處，推廣其的多種用途：洗髮水、茶、餡餅和食品裝飾。1924年，加州檸檬擊退義大利檸檬，成為佔據了美國檸檬市場90%的檸檬生產商。

## 今日發展
截至2007年，香吉士的6000多名來自加州和亞利桑那州的種植者成員，將印有香吉士品牌的柑橘、檸檬、青檸、橘子和草莓銷售到美國的12個州和加拿大的3個省。
從1974年到2014年，香吉士的總部設在洛杉磯的謝爾曼奧克斯區。而從2014年起，香吉士的總部遷至加州聖塔克拉利塔的瓦倫西亞社區。
通過簽訂協議的方式，香吉士將商標出售給通用磨坊和斯纳普等公司，以便生產果汁和糖果等水果味產品，銷往50多個國家和地區。香吉士還擁有兩個柑橘加工廠，生產果汁、精油、果肉和果皮製品。
在國際市場方面，香吉士在日本由香吉士太平洋公司（Sunkist Pacific, Ltd.,）負責銷售，由森永乳业負責生產果汁和果凍製品；在香港和中國內地由香吉士遠東推廣公司（Sunkist (Far East) Promotion Ltd.,）負責銷售，由屈臣氏集團負責代理銷售；在台灣從民國66年（1977年）至民國111年（2022年）3月由家郷事業股份公司負責生產果汁製品。，之後改由泰山企業製作產品。
另外在美國，香吉士也積極投身房地產業，創立香吉士房地產有限公司（Sunkist Real Estate Ltd.,）。
1991年，香吉士的營業額達到9.65億美元，近一半的收入來自美國以外。

## 外部參考
1. ↑  新奇士官網（繁體中文） （页面存档备份，存于）
2. 1 2  Wilcox, Gregory. . 洛杉磯每日新聞 (MediaNews Group). 2014年8月18日  [2014年9月14日]. （原始内容存档于2016年3月3日）.
3. 1 2  Cruikshank, Jeffrey L., Arthur W. Schultz. . 哈佛商業評論. 2010: 114. ISBN 978-1-59139-308-5.
4. ↑  Cruikshank, Jeffrey L., Arthur W. Schultz. . 哈佛商業評論. 2010: 114–117. ISBN 978-1-59139-308-5.
5. ↑  Cruikshank, Jeffrey L., Arthur W. Schultz. . 哈佛商業評論. 2010: 114–117–118. ISBN 978-1-59139-308-5.
6. ↑  Sackman, Douglas Cazaux. . 加州大學出版社. 2005: 95–101. ISBN 0-520-23886-9.
7. ↑  Sackman, Douglas Cazaux. . 加州大學出版社. 2005: 101. ISBN 0-520-23886-9.
8. ↑  Cruikshank, Jeffrey L., Arthur W. Schultz. . Harvard Business Review Press. 2010: 114–119. ISBN 978-1-59139-308-5.
9. 1 2 3  Plunkett, Jack W. . Plunkett Research. 2007. ISBN 978-1-59392-068-5.
10. ↑  Schoenbrod, David. . 耶魯大學出版社. 1995: 6. ISBN 0-300-06518-3.

## 外部連結
- Official site （页面存档备份，存于）
- Sunkist label, UCLA Digital Library Archive.today的存檔，存档日期2014-10-21